# Caripe del Guácharo
Caripe del Guácharo és un poble de l'Estat de Monagas, Veneçuela. És també capital del Municipi de Caripe. Caripe és conegut com el Jardí de l'orient Veneçolà.

## Geografia
Caripe s'ubica en una vall del massís de Caripe. El clima del lloc és de tipus subtropical, amb temperatures de 22 °C. El poble se situa a una altitud d'uns 800 metres. Les seves coordenades són 63º 28’ i 63º 32’ de longitud Oest i 10º 9 45’’ i 10º12’20’’ de latitud Nord.

## Història
Caripe fou fundat com una missió catòlica dels indis "Chaimas" el 12 d'octubre de 1734 pel missioner caputxí Pedro de Gelsa. El nom original de Caripe era Santo Ángel Custodio de Caripe, però és molt més conegut amb el nom de Caripe del Guácharo; per diferenciar-lo d'un poble molt poc llunyà anomenat Caripito.
El poble fou ubicat en les terres d'un capità indígena anomenat Esteban Caripe. Aquest capità indígena, el cognom del qual es va fer extensiu al poble i a tota la vall, va participar en la fundació i havia convençut a 18 famílies "Chaimas" perquè visquessin en la missió. La paraula Caripe significa "riu d'esquirols" en llengua "Chaima". El 8 de juny de 1780 es va acabar d'edificar un hospici dels caputxins aragonesos per a acollir als missioners d'aquella ordre que estiguessin malalts o ancians. D'aquesta manera Caripe es va convertir en la seu principal de les missions dels caputxins en la zona oriental de Veneçuela.
En 1799 el savi alemany Alexander von Humboldt i el francès Aimeé Bompland van visitar Caripe com a part del seu viatge per Veneçuela. Altres exploradors famosos que van recórrer el poble van ser l'italià Agostino Codazzi (1835) i l'alemany Ferdinand Bellermann (1843). Moltes persones provinents dels estats Sucre i Nueva Esparta es van assentar en el lloc. A la fi del segle xix van començar a establir-se en Caripe alguns immigrants d'origen italià i cors; qui van portar amb ells mètodes avançats per a conrear la terra i invents tals com la planta elèctrica, el fonògraf, la làmina de zinc, la roda hidràulica, el ciment, el cinema mut, la pianola i altres. A més els italians i corsos van crear els primers cellers i les grans hisendes cafeteres.
Cognoms d'origen italià o cors que encara existeixen en Caripe són: Tomassello, Luongo, Giliberti, Castellin, Movilio, Vicentelli, Cirigliano, Tepedino, Simonpietri, Pietrini, La Grecca, Demari, Martorano, etc.
En els últims anys s'han instal·lat en la regió grups de colombians i àrabs.
Esdeveniments importants de Caripe van ser:

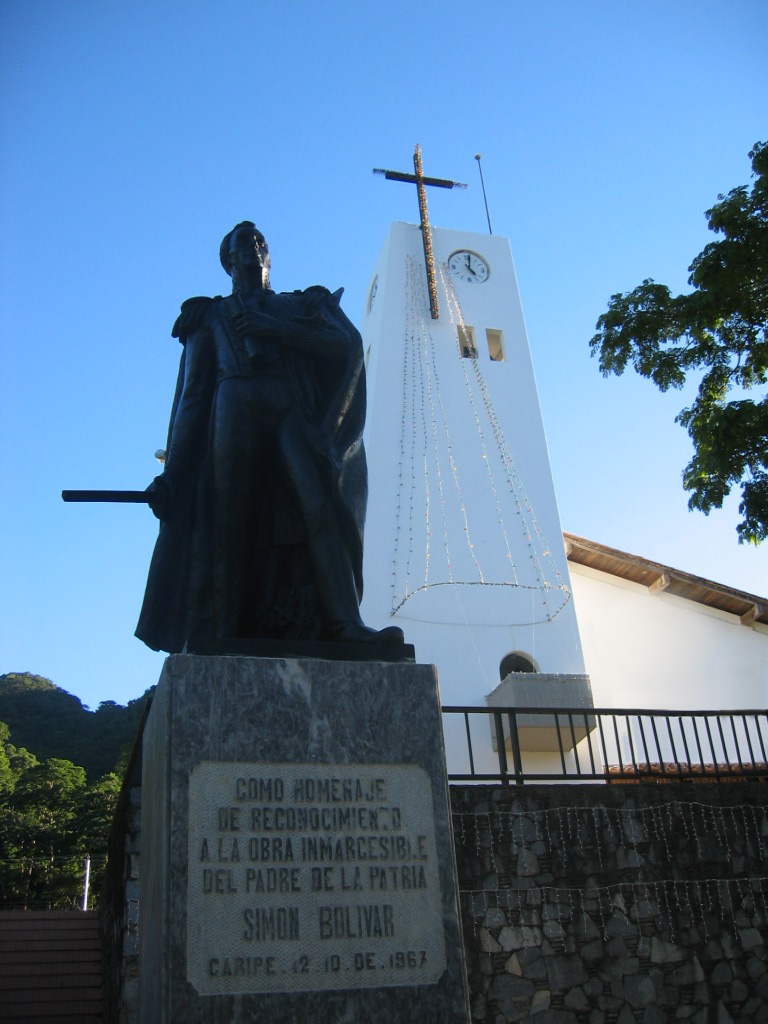
Església de Caripe

- 1769. Es va acabar de construir la primera església de Caripe. La mateixa estava dedicada al Sant Ángel Custodio.
- 1806. Un terratrèmol va derrocar gairebé tot el temple. Solament la cúpula i el prevere van romandre en peus. L'església va ser reconstruïda molts anys després.
- 1895. Va començar a funcionar la primera fleca.
- 1898. Juan Vicentelli va obrir la primera fàbrica per a processar el cafè.
- 1908. Leopoldo Jiménez va operar el primer telègraf.
- 1912. Joselito Mundaray va fundar la primera fàbrica de bandolas.
- 1915. Es va inaugurar la primera fàbrica de teules.
- 1917. Germini Pascale va projectar les primeres pel·lícules del cinema mut.
- 1925. Es va construir una carretera que va des de Caripe fins al Moll de Cariaco.
- 1930. Es va projectar la primera pel·lícula del cinema sonor.
- 1930. María Font va instal·lar la primera oficina postal.
- 1932. Juan Agostini va muntar la primera roda hidràulica.
- 1933. Els germans Luongo Cabell van erigir la primera planta elèctrica.
- 1945. Amadeo Luongo va instal·lar el primer aqüeducte i les primeres preses públiques d'aigua potable.
- 1954-56. Es va iniciar l'asfaltat de la carretera que va des de Caripe fins al Moll de Cariaco.
- 1962. L'església del Sant Ángel Custodio és declarada patrimoni històric nacional.
- 1972. L'església del Sant Ángel Custodio és esfondrada pel govern regional.
- 1978. Es va acabar de construir la nova seu de l'església del Sant Ángel Custodio.

## Economia
A prop del Caripe es cultiven hortalisses, taronges i cafè. A més es cultiven diversos tipus de flors. El turisme, el comerç i les activitats financeres desembeinen un paper vital en l'economia del poble.
Caripe és el principal centre turístic de l'Estat de Monagas. La seva fama és causa del seu clima, la seva vegetació i a la seva proximitat amb La Cueva del Guácharo. El poble compta amb alguns hotels i restaurants per atendre als turistes.

## Educació
L'scola més coneguda del Caripe és l'Abraham Lincoln. El poble és el seu d'un nucli de l"’Instituto Universitario Pedagógico Monseñor Rafael Arias Blanco". També existeix un nucli de la "Universidad Nacional Abierta" dintre de Caripe.

## Llocs d'interès
L'església del Santo Ángel Custodio és un temple catòlic d'estil californià. Es va terminar de construir en 1978. L'església guarda les restes dels sacerdots Pedro Pablo Bálsamo i José Francisco Pérez Serrano. El temple posseeix algunes relíquies provinents de la primera Església colonial de Caripe així com un retaule fet amb fusta recamada en fulles d'or, una imatge de la Mare de Déu del Pilar, una altra del Santo Ángel Custodio i el púlpit.
Altres llocs d'interès són El Mirador de Caripe, on es pot observar una panoràmica del Vall de Caripe i la Casa de la Cultura, la qual és una edificació on es representen obres teatrals.

## Mitjans de comunicació
Caripe té una emissora de ràdio en freqüència modulada: Chévere 106.9 (fundada l'any 2002).

## Llista d'alcaldes des de 1990
- Jesús Tamoy (1990-1992), (1993-1995) Acció Democràtica
- Hermes Torrivilla (1996-2000), (2000-2004) Acció Democràtica
- Alirio Amundaray (2004-) Moviment Quinta República